# 神田川 (大阪府)
神田川（こうだがわ）は、大阪府池田市を流れる淀川水系の3次支川である。

## 地理
神田川の源は明確ではないが、池田土木事務所管轄区間の起点は池田市神田4丁目1030番の1地先の上流端を示す柱標とされ、管理流路は猪名川合流部までの70mである。暗渠区間が多いが、神田地区内では用水路として流れている。

## 流域の自治体
大阪府
池田市